# 拉瓦莱特 (上加龙省)
拉瓦莱特（法語：Lavalette，法語發音：[lavalɛt] ⓘ）是法国上加龙省的一个市镇，属于图卢兹区。

## 地理
拉瓦莱特（43°38'15"N, 1°35'45"E）面积13.75 平方千米，位于法国奧克西塔尼大區上加龙省，该省份为法国西南部内陆省份，西南端与西班牙接壤，自此顺时针与上比利牛斯省、热尔省、塔恩-加龙省、塔恩省、奥德省和阿列日省接壤。
与拉瓦莱特接壤的市镇（或旧市镇、城区）包括：格拉尼亚格、博皮、德雷米勒-拉法日、戈雷、蒙杜济勒、蒙斯、圣马塞尔-波莱勒、圣皮埃尔。

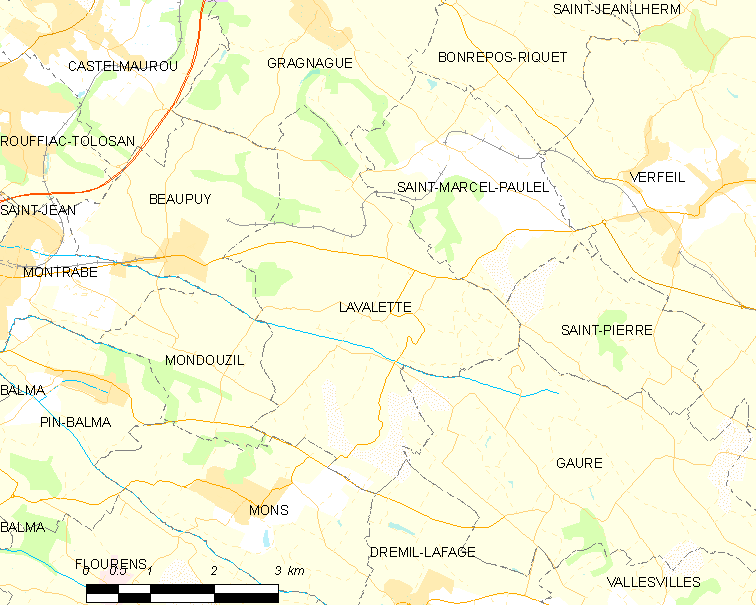
的OSM定位图

拉瓦莱特的时区为UTC+01:00、UTC+02:00（夏令时）。

## 行政
拉瓦莱特的邮政编码为31590，INSEE市镇编码为31285。

## 政治
拉瓦莱特所属的省级选区为佩什博尼约县。

## 人口

1962-2008年间人口变化图示

拉瓦莱特于2022年1月1日时的人口数量为798人。

## 图集

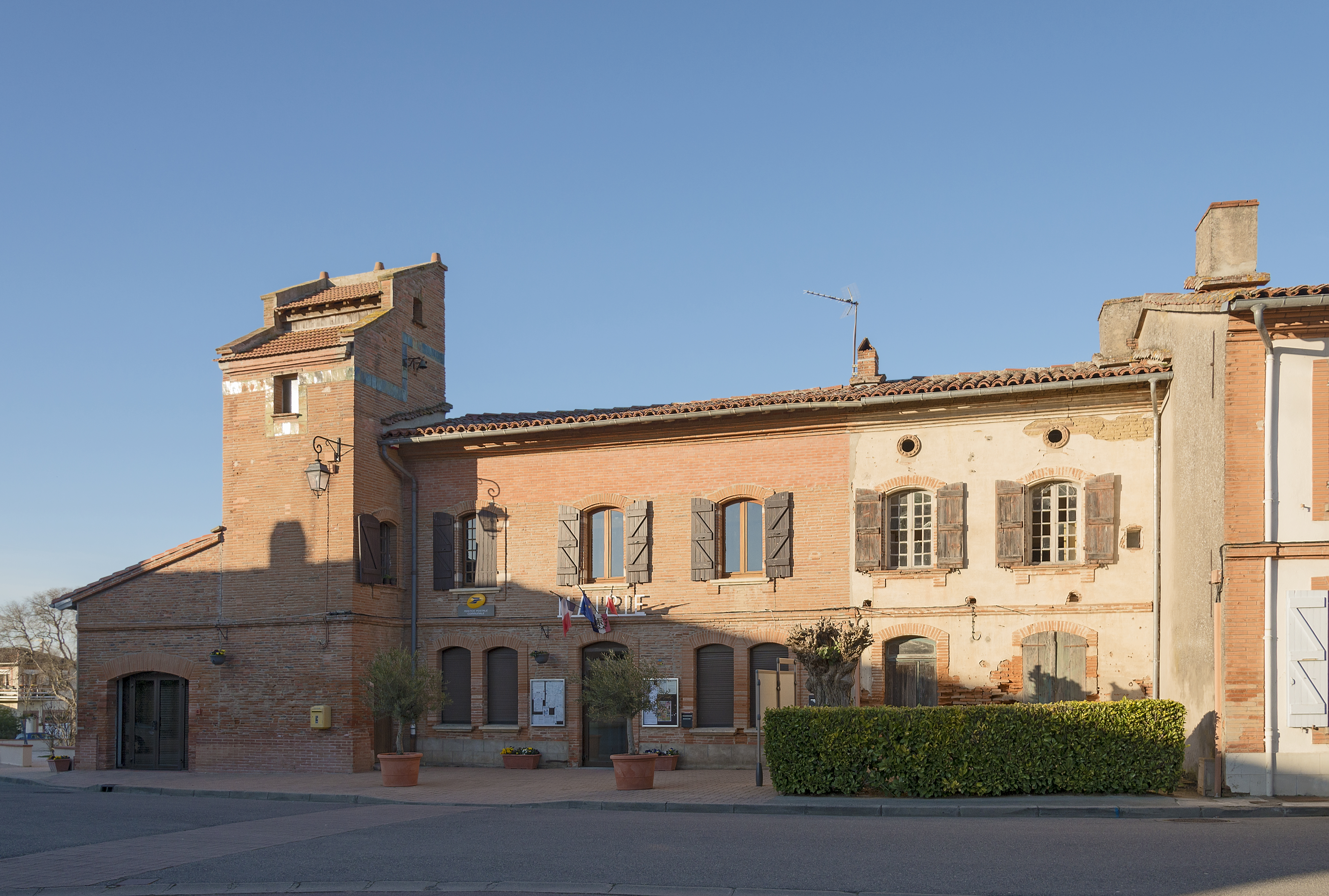
市政厅
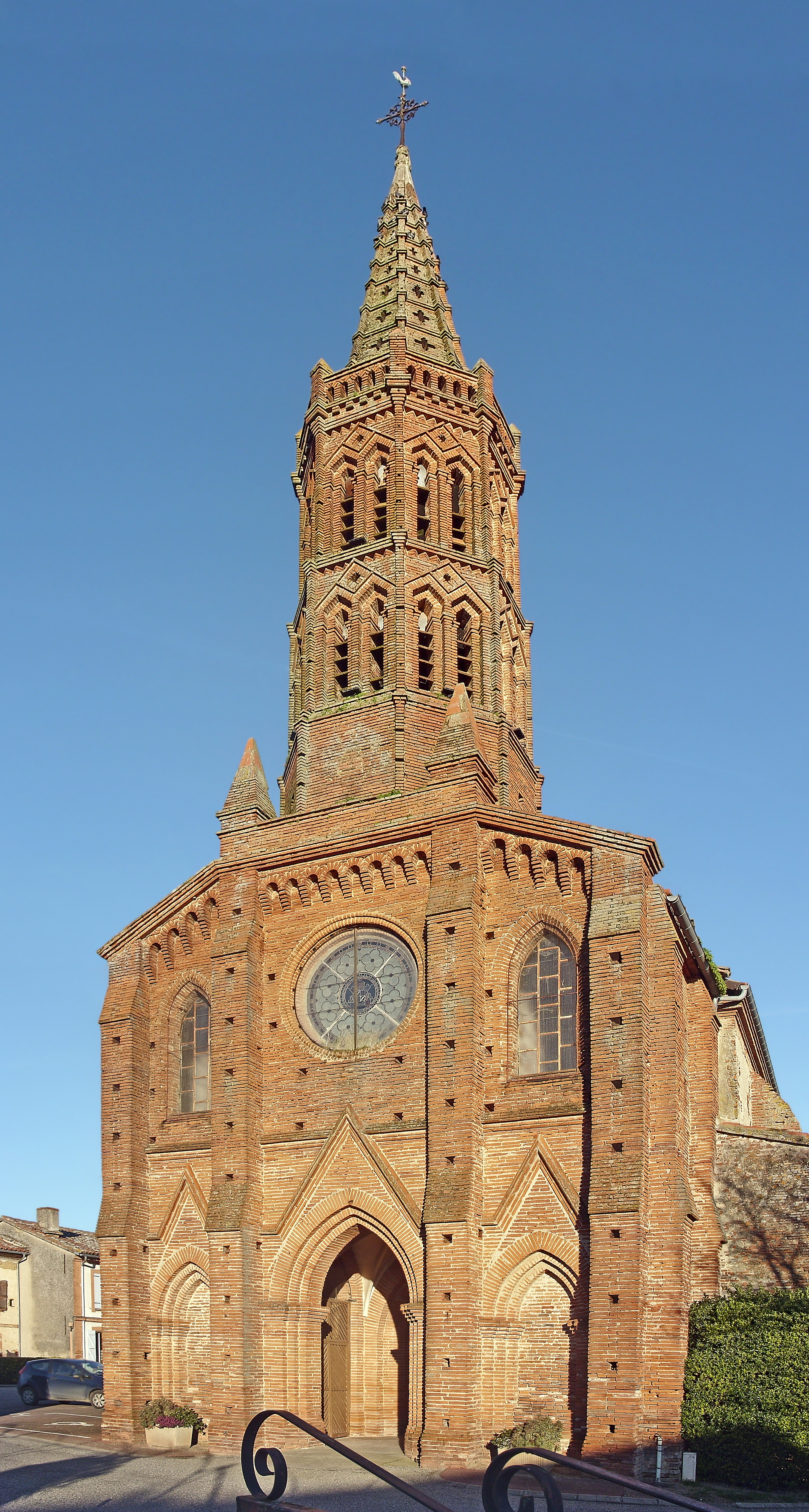
圣洛朗教堂
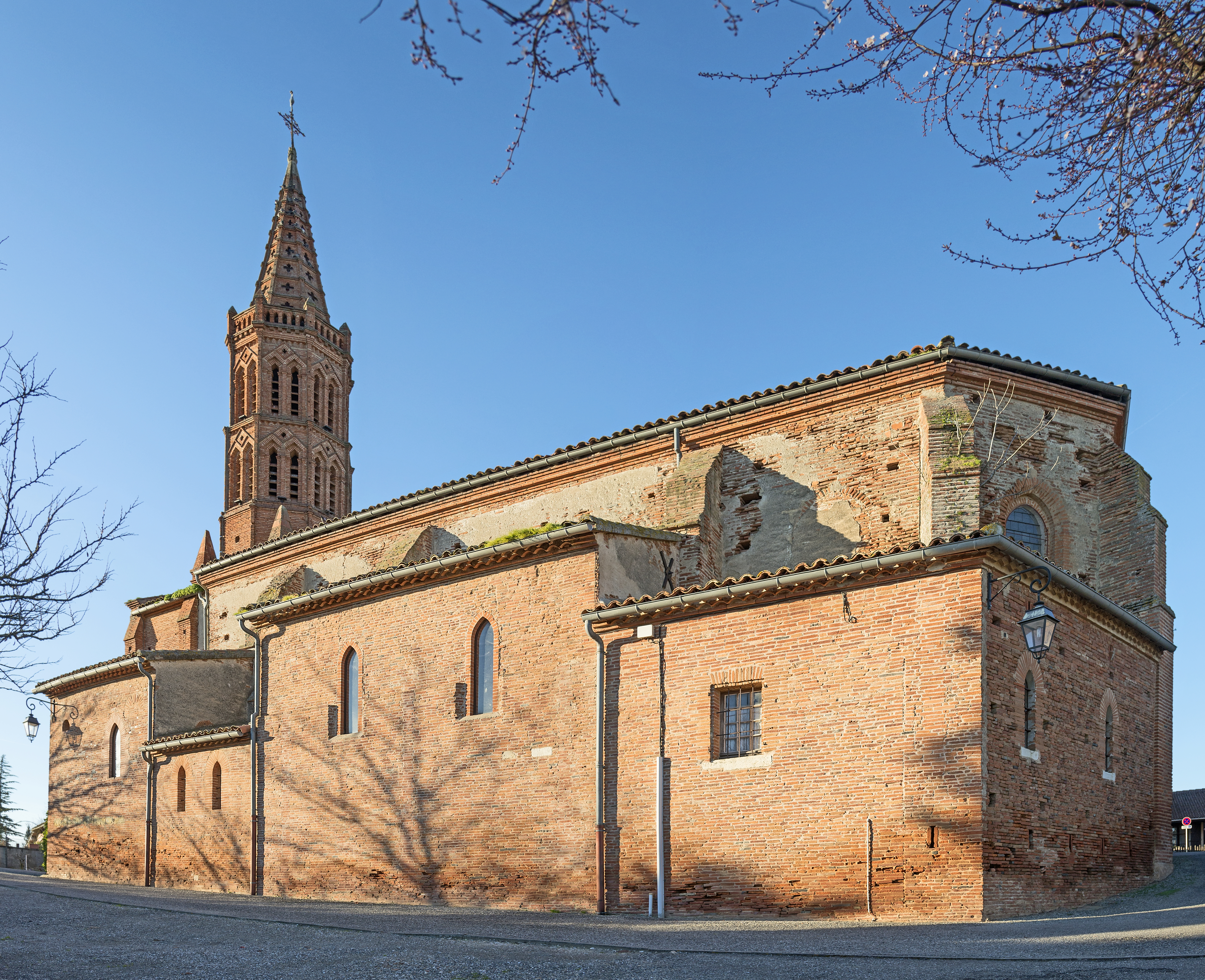
圣洛朗教堂
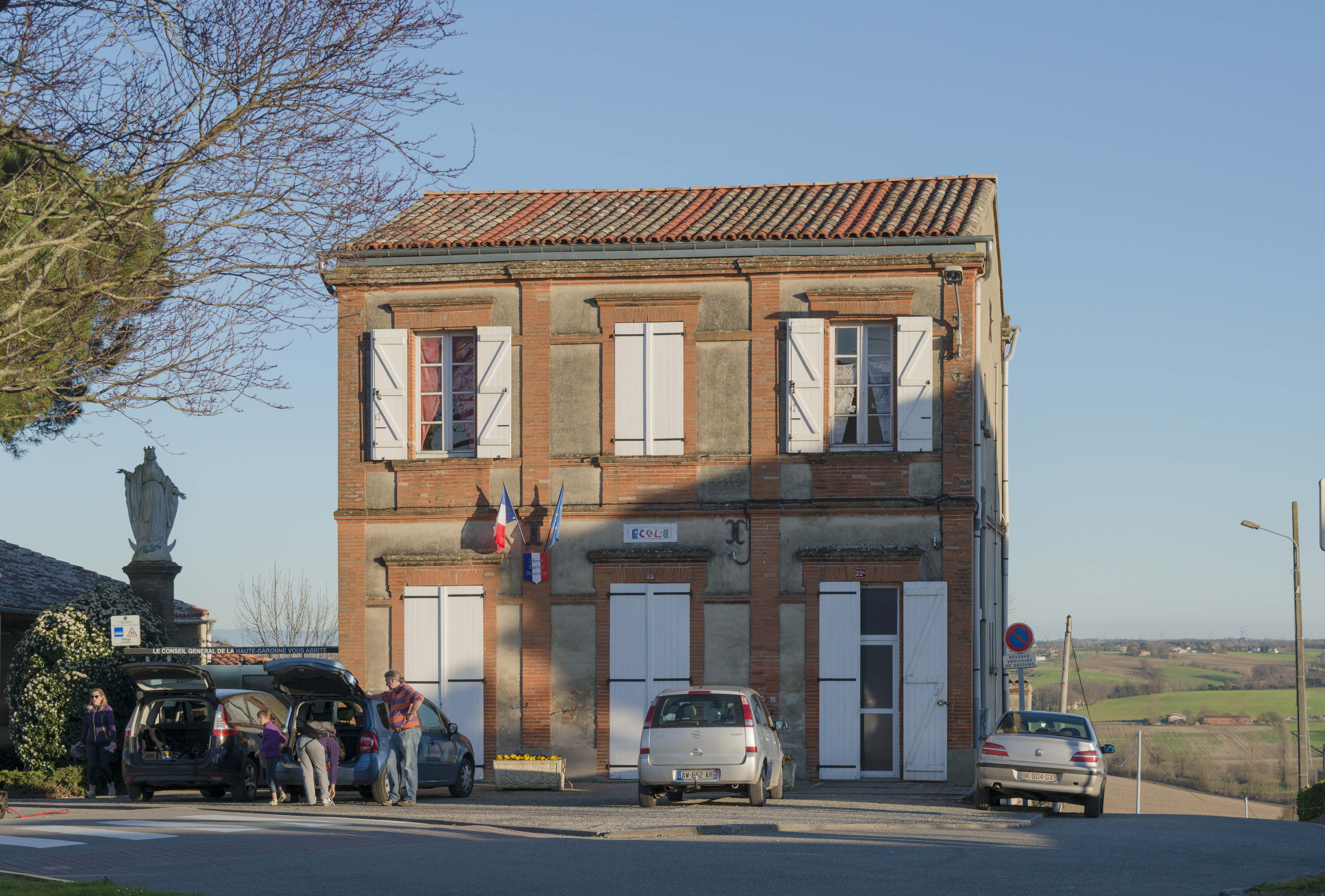
学校